# عاج‌ماهی
عاج‌ماهی (نام علمی: Choerodon) نام یک سرده از خانواده زمردماهیان است.